# Efferia caymanensis
Efferia caymanensis är en tvåvingeart som beskrevs av Scarbrough 1988. Efferia caymanensis ingår i släktet Efferia och familjen rovflugor. Inga underarter finns listade i Catalogue of Life.